# 第十代巴克盧公爵理查·史考特
第十代巴克盧公爵、第十二代昆斯伯里公爵理查·華特·約翰·蒙塔古·道格拉斯·史考特 KT KBE CVO DL FSA FRSE FRSGS（1954年2月14日—）是一名蘇格蘭貴族和土地主，以及史考特氏族的族長。他在1973年前使用埃斯克代爾勳爵作為禮節性頭銜；1973年至2007年期間則使用達爾基斯伯爵頭銜。
理查曾是蘇格蘭最大的私人土地主，於蘇格蘭共擁有約217,000英畝（880平方）的土地，但其後被擁有221,000英畝（890平方）土地的綾致時裝董事長安德斯·霍爾奇·波弗森超越。

## 早年生活
理查·史考特出生於愛丁堡，是第九代巴克盧公爵約翰·史考特和妻子簡·麥克尼爾的長子。英女王伊莉莎白二世的妹妹斯諾登伯爵夫人瑪嘉烈公主是他受洗時的教母之一。理查是查理二世和情婦露西·瓦爾特所生的私生子第一代蒙茅斯公爵詹姆斯·斯科特的後裔。
理查曾先後就讀於聖馬利學校、伊頓公學和牛津大學基督堂學院，且在1976年自牛津大學地理系畢業並取得文學士學位。他曾在1967年至1969年間擔任伊莉莎白王太后的提袍男童。他也是愛丁堡皇家學會會員。

## 職業生涯

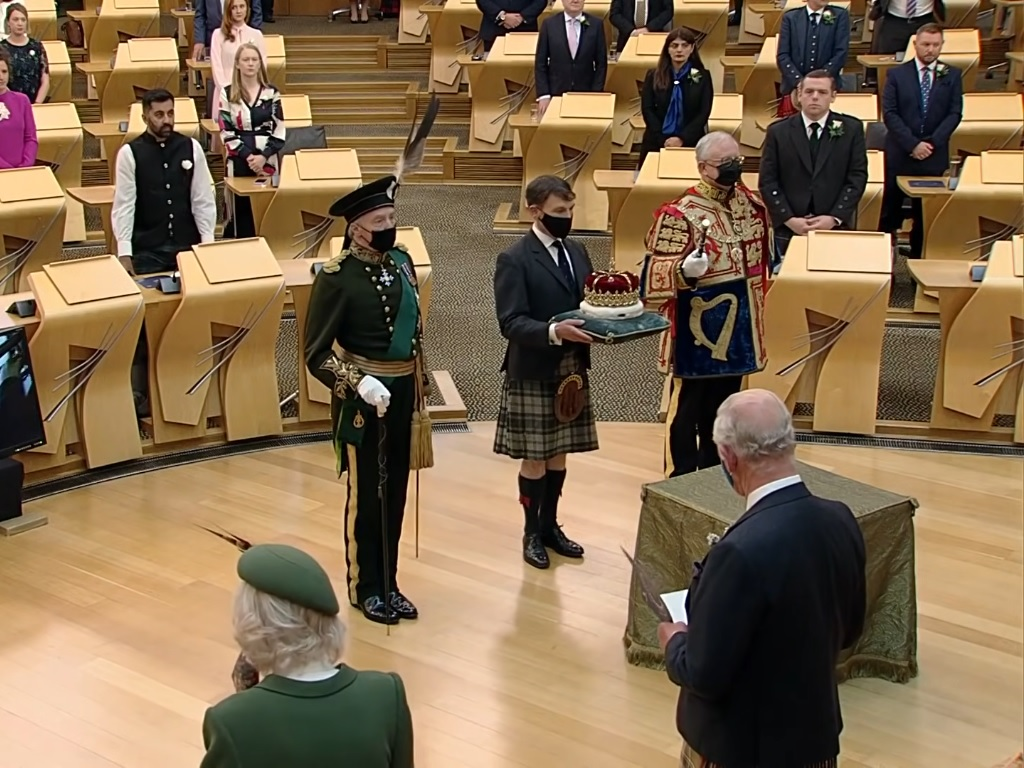
2021年，在蘇格蘭議會中穿著皇家弓箭手連榮譽上校制服的公爵。

理查曾在1989年至1990年期間短暫加入國界電視的董事會，其後在1994年擔任千禧年委員會成員。他在2000年新年授勳以其對千禧年慶典的貢獻獲頒大英帝國爵級司令勳章。
他曾先後擔任獨立電視委員會的成員、溫斯頓·邱吉爾紀念信託基金的信托人之一，以及在1999年至2005年間任職皇家蘇格蘭地理學會的主席。他亦曾在2002年至2012年期間擔任蘇格蘭國民信託的主席。
2007年9月4日，他在父親去世後繼承了巴克盧公爵及昆斯伯里公爵等爵位。
公爵的藝術收藏品對藝術界而言具有重大意義，其中就包括李奧納多·達文西的畫作《聖母像》。該幅作品的價值估計高達3,000萬英鎊，曾在2007年於德拉姆蘭里格城堡展覽期間被人盜走並引起關注；畫作在盜竊發生四年後在格拉斯哥一家律師事務所的辦公室內尋回，並拘捕涉嫌盜竊的四人。2008年，鮑頓莊園的家族藏品中發現一幅英女王伊莉莎白一世年輕時的罕見畫像。
2011年1月1日，他獲任命為皇家蘇格蘭兵團第六營（第52低地義勇軍）的榮譽上校，並在2016年卸任榮譽上校職務。公爵在2011年年末出任羅克斯堡、埃特里克和勞德代爾的副郡尉職務，其後於2016年11月獲擢升為該郡郡尉，並在同年12月28日正式上任。公爵於2014年獲任命為皇家弓箭手連的榮譽上校。
理查亦曾是皇室收藏信托的信托人、喬治王朝學社主席，以及皇家特許測量師學會的榮譽會員。公爵也擔任聖安德魯救傷協會（St Andrew's First Aid）的會長，該職務自1900年代初便由巴克盧家族成員出任。公爵於2019年卸任巴克盧集團（Buccleuch Group）的主席職務，但仍保留董事會席位；該集團主要發展莊園管理、風力發電廠、旅游與款待、林業及房地產等業務。
公爵於2016年10月獲任命為西敏寺總管大臣，該職務曾於19世紀末由第五任巴克盧公爵出任。他在2017年12月獲任命為2018年的蘇格蘭教會大會高級專員，並於2018年10月獲續任一年。
理查在2018年新年授勳中獲頒授專門授予蘇格蘭騎士的薊花勳章。他於2021年新年授勳再因其於過去對皇室收藏信托的服務與貢獻而獲授予皇家維多利亞司令勳章。
公爵擁有包括了鮑頓莊園、德拉姆蘭里格城堡、達爾基斯宮、艾爾登廳及鮑希爾莊園在內的多處房地產。

## 婚姻與子嗣

巴克盧和昆斯伯里公爵紋章。

理查在1987年與第十二代洛錫安侯爵彼得·克爾之女伊麗莎白·瑪麗安·弗朗西絲·克爾女勳爵（Lady Elizabeth Marian Frances Kerr）結婚。二人育有兩子兩女：
- 路易莎·蒙塔古·道格拉斯·史考特女勳爵（1982年10月1日出生）
- 達爾基斯伯爵華特·蒙塔古·道格拉斯·史考特（1984年8月2日出生）
- 查爾斯·蒙塔古·道格拉斯·史考特勳爵（1987年4月20日出生）
- 阿瑪貝爾·蒙塔古·道格拉斯·史考特女勳爵（1992年6月23日出生）

巴克盧公爵夫人是蘇格蘭皇家舞會的贊助人之一。